# Loge La Compagnie Durable
Loge 'La Compagnie Durable' is een vrijmetselaarsloge in Middelburg die is opgericht in 1770. Het is daarmee de oudste nog bestaande vrijmetselaarsloge in Zeeland. 'La Compagnie Durable' is een vereniging van leden van de Orde van Vrijmetselaren onder het Grootoosten der Nederlanden, die - op grond van een haar door die Orde verleende constitutiebrief - zelfstandig werkt in de stad Middelburg. De naam betekent zoveel als 'het duurzame gezelschap', eigenlijk broodgenootschap (‘cum’ en ‘panis’ is samen en brood in het Latijn), dit is een verwijzing naar de broederschap binnen de vrijmetselarij.
De loge kent ruim dertig leden, veelal uit Middelburg maar ook uit andere delen van de provincie. De leden komen uit alle geledingen van de maatschappij. Tweewekelijks is er op vrijdag een logebijeenkomst, waarbij er doorgaans een Open loge is - een rituele bijeenkomst waarbij de aanwezigen formeel gekleed zijn en maçonnieke attributen als schootsvel en handschoenen dragen - of een comparitie. Bij dit laatste type bijeenkomst wordt een inleiding gegeven over een filosofisch, spiritueel of anderszins interessant onderwerp (in vrijmetselaarsjargon: er wordt een bouwstuk opgeleverd), wat daarna besproken wordt.
Liefdadigheid speelt in de loge niet meer zo'n grote rol als in het verleden, maar toch wordt er bij de meeste logebijeenkomsten rondgegaan met de bedelnap (in vrijmetselaarsjargon 'de tronk') om geld op te halen voor het goede doel.
De loge onderhoudt goede relaties met de andere vrijmetselaarsloges in de regio, er wordt regelmatig over en weer gevisiteerd en incidenteel zijn er gezamenlijke activiteiten. Een nieuwe traditie sinds 2019 is om minstens eenmaal per jaar een veldloge te houden, bijvoorbeeld in het historische Fort Rammekens te Ritthem.
Loge ‘La Compagnie Durable’ bestond in 2020 tweehonderdvijftig jaar. Dit jubileum kon slechts heel beperkt gevierd worden door de coronapandemie, wel is er een jubileumboek uitgebracht.

## Kenmerken
Loge 'La Compagnie Durable' heeft sinds de oprichting verschillende rangnummers gehad, in 1931 is bij een hertelling door het Grootoosten het rangnummer definitief vastgesteld op 16 (zestien). De onderscheidingskleur van de loge is sinds 1770 rozerood.
Het zegel van de loge is cirkelvormig, en uitgevoerd in zwart en wit. In de buitenste rand staan het maçonnieke jaar van oprichting en de naam van de loge. In de binnenste cirkels zijn een aantal aantal maçonnieke symbolen afgebeeld. Bovenin is een zogeheten tetragrammaton te zien, geplaatst in een driehoek. Binnen de getande rand zijn vervolgens afgebeeld (van boven naar beneden):
- Een winkelhaak
- De vlammende ster met de hoofdletter G
- De zon, omringd door 12 sterren
- De maan, eveneens omringd door 12 sterren
- Een passer
- Een troffel
- Een hamer
- Een acaciatak, symbool van de onsterfelijkheid van de ziel
- Een schietlood
- Drie bloeddruppels
- Een waterpas

## Het logegebouw
Op 31 maart 1969 werd het pand Stationsstraat 16 eigendom van de speciaal hiervoor door de leden van loge 'La Compagnie Durable' opgerichte beheerstichting 'De Troffel'. Een langgekoesterde wens ging hiermee in vervulling, na bijna 200 jaar was de loge voor het eerst in het bezit van een eigen gebouw. Het pand was echter nog deels bewoond en alleen de begane grond was bruikbaar, het duurde dan ook nog enkele jaren voordat het volledig beschikbaar was. Na een grondige verbouwing werd het pand in 1973 officieel ingewijd als logegebouw. In de loop der jaren daarna is het meermaals aangepast en uitgebreid. Het pand - een zogeheten lijstgevelpand - dateert van ca. 1880 en is een gemeentelijk monument. Het is nog steeds in eigendom van de stichting 'De Troffel', die zorg draagt voor onderhoud en beheer.
In het gebouw bevinden zich op de begane grond een grote vergaderzaal (in vrijmetselaarsjargon: de voorhof), een kleine keuken en de werkplaats, ook wel tempel genoemd. Op de eerste verdieping van het gebouw bevindt zich een ruimte met een bar (in vrijmetselaarsjargon: de Zevende Graad), een vergadertafel en de bibliotheek met een zitgedeelte. Boven in het gebouw is een woonappartement gesitueerd, wat verhuurd wordt aan derden door stichting 'De Troffel'.

## Geschiedenis van de Vrijmetselarij in Middelburg

### De achttiende eeuw
De geschiedenis van de vrijmetselarij in Middelburg begint halverwege de achttiende eeuw, tijdens de laatste decennia van de Republiek der Zeven Verenigde Nederlanden (1588-1795), na afloop van het Tweede Stadhouderloze Tijdperk (1702-1747).
De eerste vrijmetselaarsloge in Middelburg was loge ‘La Philantrope'. De constitutiebrief van de loge, die verstrekt was door de Grootloge der Zeven Verenigde Nederlanden - een voorloper van het huidige Grootoosten -, was gedateerd 8 maart 1758. Aanvragers van de constitutiebrief waren J.D. Ghyselin le Sage, P.J. Macaré, W. Thibaut, Assuerus van de Putte Schorer en Pr. Buteux Jr. Loge 'La Philantrope' werd de ‘Franse Loge’ genoemd en ook wel – spottend wellicht – de regentenloge. Dit omdat Frans er de voertaal was en overwegend Zeeuwse regenten lid waren, uit de bovenlaag van de maatschappij.
Uit onvrede over het feit dat 'La Philantrope' geen leden opnam uit de middenklasse vroeg een tiental vrijmetselaars in 1770 bij de Grootloge een constitutiebrief aan voor een nieuw op te richten loge in Middelburg, ‘La Compagnie Durable’. Het ongedateerde verzoek om een constitutiebrief was getekend door Marinus Smijtegelt sr., Bartholomeus van de Coppello, Lodewijk Thomassen, M. Smijtegelt jr., Pieter van Gote, Isaak Sifflé, W.A. Willems, H.N. Gerlach, Andries Schouten en A.J. Reynvaan. 
Marinus Smijtegelt sr. en M. Smijtegelt jr. waren lid van loge 'L'Indissoluble' uit Den Haag, Bartholomeus van de Copello van loge 'L'Age d'Or' uit Leiden. De overige aanvragers kwamen uit de Vlissingse loge ‘de Zon’. Hier hadden zij zich laten inwijden met als doel een nieuwe loge op te kunnen richten in Middelburg. Van de aanvragers waren er drie notaris, één was advocaat, enkele waren als klerk werkzaam bij de stedelijke en gewestelijke besturen en drie waren kooplieden. Marinus Smijtegelt sr. - die de eerste Voorzittend Meester van de nieuwe loge zou worden - was notaris, en een neef van de in gereformeerde kringen bekende dominee Bernardus Smijtegelt. A.J. (Apollonius Johannes) Reijnvaan was een jongere broer van de rechtsgeleerde en componist Joos Verschuere Reynvaan.
Dat er in Middelburg een tweede loge zou worden opgericht, stuitte initieel op fel verzet van de leden van ‘La Philantrophe’. Men was bang dat hierdoor onthuld zou kunnen worden wie lid was van 'La Philantrope', wat de belangen van de leden kon schaden. Er werd zelfs bezwaar gemaakt bij de Grootloge. Op 10 augustus 1770 werd echter de gevraagde constitutiebrief ondertekend door grootmeester Carel baron van Boetzelaer, en op 28 augustus van datzelfde jaar vond de installatie van de nieuwe loge plaats. Als gevolg hiervan was er de eerste jaren geen contact tussen de beide loges, er was zelfs een formele afspraak niet bij elkaar te visiteren. Na verloop van tijd verbeterden echter de verhoudingen en vanaf de jaren tachtig van de achttiende eeuw hielden beide loges hun bijeenkomsten steeds in hetzelfde gebouw. Ook werd er in 1801 een vrijmetselaarssociëteit opgericht waar de leden van beide loges elkaar twee keer per week in een ongedwongen sfeer konden ontmoeten.

### De negentiende eeuw

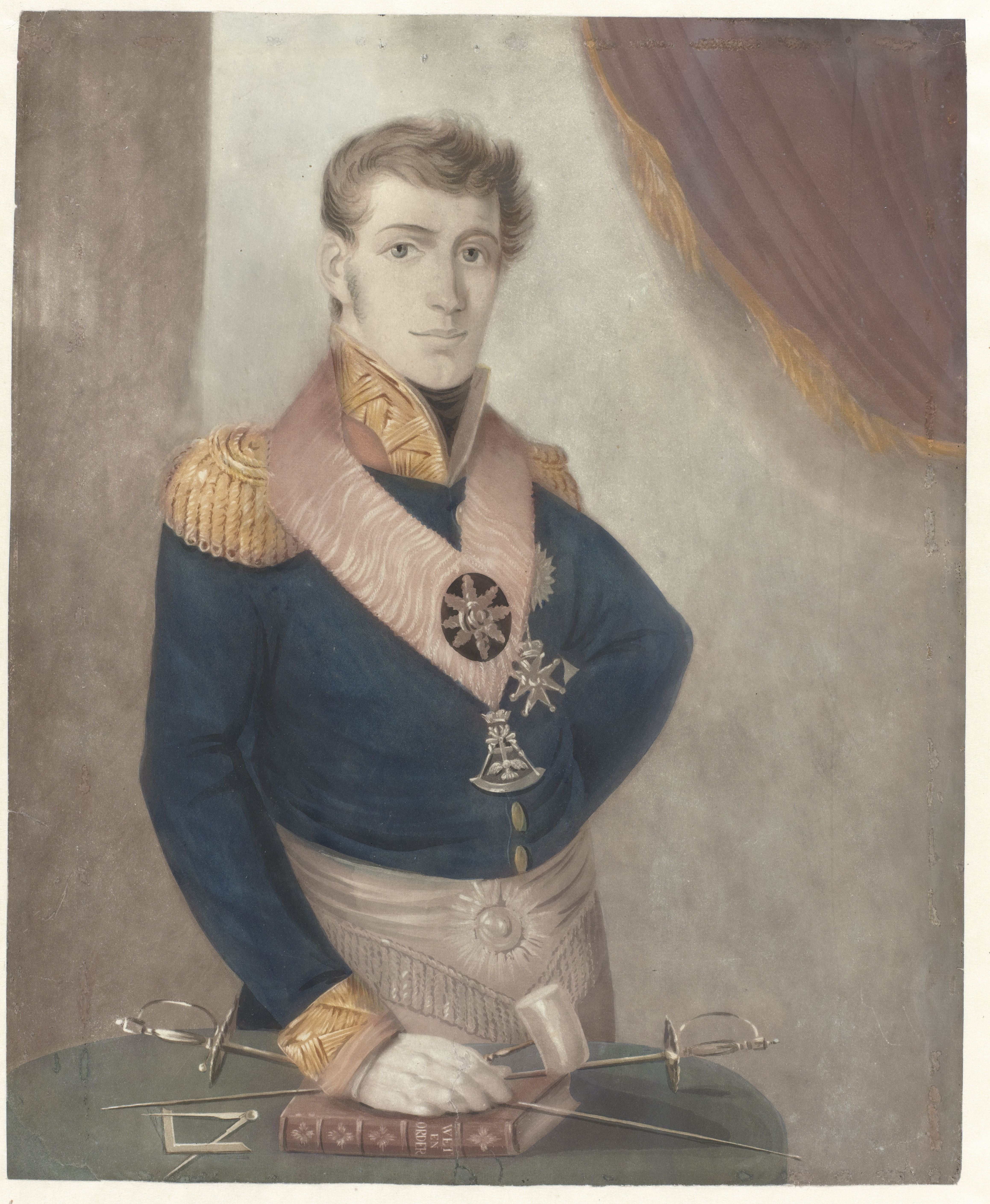
Prins Frederik der Nederlanden als Grootmeester. 1817 (Anoniem, collectie Rijksmuseum)

De overgang van de achttiende naar de negentiende eeuw ging gepaard met grote veranderingen. De Republiek der Zeven Verenigde Nederlanden werd ingelijfd door Frankrijk onder leiding van Napoleon Bonaparte en getransformeerd in een vazalstaat, initieel in de vorm van de Bataafse republiek en vanaf 1806 als het Koninkrijk Holland. In 1810 werd het land geannexeerd en volledig onderdeel van het Franse Keizerrijk. In 1809 werd een groot deel van Zeeland gedurende enkele maanden bezet door Engeland gedurende de - onsuccesvolle - Walcherenexpeditie. 
Na deze zogeheten Franse Tijd (1794 - 1814) ontstond het Verenigd Koninkrijk der Nederlanden, waarbij de zoon van stadhouder Willem V werd geïnstalleerd als koning Willem I. De tweede zoon van Willem I, prins Frederik, was gedurende 65 jaar (1816 - 1881) grootmeester van de Orde van Vrijmetselaren onder het Grootoosten der Nederlanden.
Op 19 oktober 1803 vroeg de - op een Franse constitutiebrief werkende - ambulante loge 'La Concorde' van de 41e Brigade de Ligne toestemming om gedurende haar verblijf in Middelburg aldaar te mogen werken. Deze toestemming werd verleend en de loge was actief in Middelburg in 1803-1804. Ook de ambulante loge 'L'Union Constante Militaire', opgericht in 1803 in Alkmaar en behorend bij het 20e bataljon 7e halve Brigade Bataafsche Infanterie, was korte tijd werkzaam in Middelburg eind 1803.
Liefdadigheid was in de negentiende eeuw een belangrijk onderdeel van de vrijmetselarij, zowel voor de loge als voor individuele broeders, mede door het ontbreken van sociale voorzieningen. Zo werd er door loge 'La Compagnie Durable' structurele ondersteuning gegeven aan het blindeninstituut te Amsterdam en aan het armenonderwijs; ook werden armlastige broeders vanuit de loge ondersteund. Bij rampen als met het kruitschip in Leiden (1807) en de overstromingen in Gelderland (1861) werd er geld ingezameld door de loge. Een bijzonder voorbeeld van individuele liefdadigheid vond plaats bij het feest dat op 29 februari 1860 werd gegeven in de schouwburg van Middelburg, ter herdenking van de verjaardag van Prins Frederik. Door Voorzittend Meester W.J. Muller werd - om te vieren dat hij dertig jaar lid was van de Orde - hiervoor een zestigtal dames van boven de 70 jaar 'uit de verschillende gestichten' uitgenodigd. Ter gelegenheid van zijn zestigste verjaardag op 5 januari 1865 gaf hij wederom een soortgelijk feest in de schouwburg, en hierbij werden zelfs 200 behoeftige vrouwen van boven de 75 jaar en wezen uitgenodigd.
Ook de betrokkenheid bij sociale kwesties was groot. Zo werd in 1864 de Middelburgse Nijverheidsvereniging opgericht, vier van de oprichters waren vrijmetselaar. De Nijverheidsvereniging had als doel de plaatselijke economie te stimuleren en de werkloosheid te bestrijden. De vereniging stichtte daartoe onder meer een vlasserij en een kousenbreierij.
Het elitaire karakter van loge ‘La Philantrope’ nam in de negentiende eeuw geleidelijk af. Het ledenaantal liep echter sterk terug en op 19 oktober 1850 werd de loge opgeheven (in vrijmetselaarsjargon: de loge moest de lichten doven).

### De twintigste eeuw
Uit de eerste decennia van de twintigste eeuw is weinig bekend over het wedervaren van loge ‘La Compagnie Durable’, het grootste deel van het archief is in de Tweede Wereldoorlog verloren gegaan. De loge kwam voor de oorlog bijeen in de consistorie van de Waalse kerk in de Sint Pieterstraat, die bij het bombardement op Middelburg op 17 mei 1940 volledig werd vernietigd. Het enige wat resteerde was het notulenboek vanaf 1933 - wat bij de secretaris thuis lag - en enkele zaken die bij leden in hun bezit waren. Dat er toch nog het nodige bekend is van de geschiedenis van de loge is vooral te danken aan het feit dat eind negentiende eeuw het logelid M. van Boven uittreksels heeft gemaakt uit de notulen vanaf het ontstaan tot het 125-jarig bestaan in 1895. Deze uittreksels werden door hem gepubliceerd in een vijftal edities van het 'Jaarboekje voor Nederlandsche Vrijmetselaren’.
Tijdens de Duitse bezetting (1940-44) was de vrijmetselarij verboden en kwamen de leden van de loge niet bijeen. Voorzittend Meester van de loge direct voorafgaand aan de oorlogsjaren was J. Dekker, de vader van Jan Dekker, de districtsleider van de Nationaal Socialistische Beweging (NSB) in Zeeland. Hij werd daarom door de leden met argusogen bekeken, temeer daar hij de resterende bezittingen en tegoeden van de loge aan het begin van de bezetting zonder overleg direct had overgedragen aan de politie. Na de oorlog keerde hij niet terug bij 'La Compagnie Durable'. Eind 1944 werd de draad weer opgepakt, op 6 november 1944 was de eerste bijeenkomst na de oorlog. Hiervan werd in het eerder genoemde notulenboek van de loge op bijzondere wijze vermelding gemaakt, met een pentekening met daarin enkele regels tekst in het Latijn. De vertaling luidt:

We danken de Meester-architect van de wereld
Laat ons u loven als Opperbouwmeester
Op deze plaats
De zon der Vrijheid komt op.
Heer, behoed onze Koningin
En hoor ons op de dag dat wij u aanroepen
Heer, hoor mijn gebed
En laat mijn roep tot u komen
Met 28 broeders werd na de oorlog een nieuwe start gemaakt. De eerste zorg was een nieuwe accommodatie gevolgd door een nieuwe inventaris. Dit was het begin van een lange tocht langs verschillende accommodaties. Direct na de oorlog ging men voor de comparities naar hotel 'De Burg' aan de Loskade en voor Open loges maakte men gebruik van de werkplaats van loge 'L'Inséparable' in Bergen op Zoom. Later ging men voor de comparities naar het nieuwe hotel 'De Burg' aan de Groenmarkt en voor de Open Loges naar de gebouwen van de loges in Vlissingen en Zierikzee. 
In 1960 vond een verhuizing plaats naar de schouwburg op het Molenwater. Door alle andere activiteiten aldaar werd dit echter niet ervaren als een geschikte plaats voor Open loges, en de 'stoelendans' langs accommodaties was niet bevorderlijk voor de sfeer en groei van 'La Compagnie Durable'. Men voelde steeds meer de noodzaak tot het hebben van een eigen pand, en dit leidde tot de aankoop van het huidige gebouw in de Stationsstraat in 1969.
In 1986 werd een nieuwe constitutiebrief verstrekt door het Grootoosten der Nederlanden, ter vervanging van het origineel wat in de oorlog verloren was gegaan.

## Plaatsen van samenkomst
In de loop der eeuwen zijn de leden van loge 'La Compagnie Durable' op tal van plaatsen in Middelburg samengekomen. De eerste bijeenkomsten na de oprichting vonden plaats in logement 'Het Hof van Holland', op de hoek van de Bogardstraat en de Balans, vlak bij het Abdijcomplex. Daarna kwamen de leden van de loge op diverse locaties bijeen, waaronder de Kloveniersdoelen, de Sint Sebastiaansdoelen en gedurende meerdere perioden de schouwburg. In onderstaande lijst een overzicht.
| Periode    | Gebouw                     | Locatie |  |
| ---------- | -------------------------- | --- |  |
| 1770-1773  | Het Hof van Holland        | Bogardstraat 33, hoek Bogardstraat en Balans. Rijksmonument, tegenwoordig in gebruik als woonhuis.                                                   |  |
| 1773-1776  | Het Wijnhuis               | Dam Zuidzijde 62. |  |
| 1776-1779  | Het Hof van Holland        | Bogardstraat 33, hoek Bogardstraat en Balans. Rijksmonument, tegenwoordig in gebruik als woonhuis.                                                   |  |
| 1779-1791  | Groot Schuttershof         | Achter de Houttuinen 30, tegenover de Lange Vielebrug. Nu bekend als Kloveniersdoelen. Rijksmonument, tegenwoordig in gebruik als horecagelegenheid. |  |
| 1791-1801  | Logement 'Schelde en Maas' | Blindenhoek |  |
| 1801-1813  | Logement 'Rotterdam'       | Zuidzijde van de Dam |  |
| 1813-1825  | Den Grooten Christoffel    | Dam 21, noordzijde van de Dam bij de Graanbeurs. |  |
| 1825-1843  | Schouwburg Bovenzaal       | Molenwater |  |
| 1843-1859  | Klein Schuttershof         | Kromme Weele 5. Confrérie van St. Sebastiaan, nu bekend als Sint Sebastiaansdoelen. Rijksmonument, tegenwoordig in gebruik als horecagelegenheid.    |  |
| 1859-1938  | Schouwburg Bovenzaal       | Molenwater |  |
| 1938-1940  | Waalse Kerk, 2 lokalen     | Sint Pieterstraat |  |
| 1940-1944  |                            | Geen samenkomsten |  |
| 1945-1952  | Tijdelijk Hotel 'De Burg'  | Loskade 45, hoek Loskade-Nieuwpoortstraat. Open loges bij loge 'Linseparable' in Bergen op Zoom                                                      |  |
| 1952-1967  | Nieuw hotel 'De Burg'      | Groenmarkt 13. Open Loges bij loge 'L'Astre de l'Orient' in Vlissingen en 'de Ster in 't Oosten' in Zierikzee                                        |  |
| 1967-1973  | Schouwburg Bovenzaal       | Molenwater 99 |  |
| 1973-heden | Eigen logegebouw           | Stationsstraat 16. Op de daklijst staat 'Ken u zelve', een van de zinspreuken van de vrijmetselarij.                                                 |  |

## Prominente leden

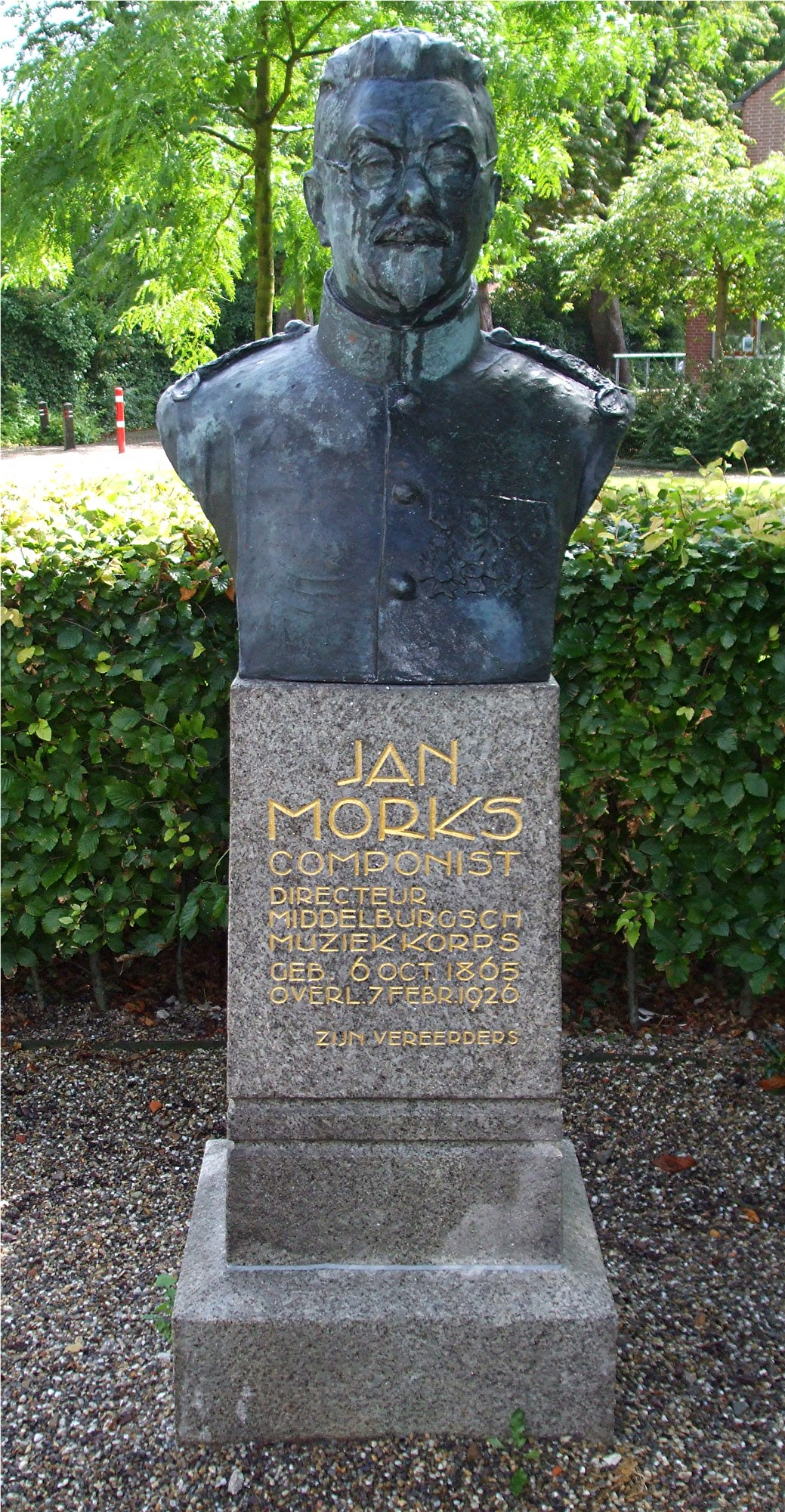
Borstbeeld Jan Morks, Molenwater te Middelburg

Enkele prominente leden van de Middelburgse loges:
- Daniel Radermacher[2] (1722-1803) was een Zeeuwse regent, en onder meer bewindhebber van de Vereenigde Oostindische Compagnie en schepen van Middelburg. Hij was lid van 'La Philantrope', en mecenas op het gebied van kunst en wetenschappen. Zo was hij bevriend met Betje Wolff en de eerder genoemde Joos Verschuere Reynvaan, initiator van de bouw van het monumentale De Rijckere orgel in de Oostkerk en bestuurder van het Zeeuwsch Genootschap der Wetenschappen. Hij bewoonde het pand 'den Groote Christoffel' aan de Dam te Middelburg, wat later enige tijd zou dienen als plaats van bijeenkomst van de Middelburgse loges. In dit pand ontving hij op 17 juli 1786 stadhouder Willem V en zijn gezin voor een muziekavond. Hij was een neef van de eerste grootmeester van de Nederlandse vrijmetselarij, Johan Cornelis Radermacher (1700-1748).
- Johan Adriaen van de Perre (1738-1790), heer van Nieuwerve en Welzinge, lid van een Middelburgs regentengeslacht. Hij vervulde diverse bestuurlijke functies, zo was hij van 1768 tot 1778 vertegenwoordiger van stadhouder Willem V als Eerste Edele van Zeeland. Hij trouwde in 1760 met de schatrijke Jacoba van den Brande en werd lid van loge 'la Philantrope'. Hij liet samen met zijn echtgenote in 1763-65 de Commanderij van de Duitse Orde in Middelburg verbouwen tot een stadspaleis, wat nu nog bekend staat als het van de Perrehuis. Tevens was hij eigenaar van kasteel Westhove bij Oostkapelle. Na zijn politieke carrière wijdde hij zich aan de kunsten en wetenschappen, zo deed hij onder meer meteorologische waarnemingen.
- Willem Aernout de Beveren[3][4] (1749-1820) was eveneens lid van 'La Philantrope'. Voor de Franse tijd was hij onder meer pensionaris van Middelburg en Statenlid van Zeeland, en tevens gedeputeerde ter Staten-Generaal. In 1796 kwam hij als volksvertegenwoordiger in de Nationale Vergadering van de Bataafse Republiek. Dit ambt verloor hij echter bij de eerste staatsgreep door Daendels van 22 januari 1798, waarbij hij huisarrest kreeg tot de contra-staatsgreep van 12 juni 1798. Hij werd in 1801 lid van het Staatsbewind tot 1805, en vervulde daarna nog enkele justitiële functies.
- Cornelis Gerrit Bijleveld[5][6] (1765-1849) was afkomstig uit Veere en werd op 9 februari 1789 ingewijd bij loge ‘L’Enfant de la Vertu’ aldaar. Vervolgens vestigde hij zich in Middelburg als advocaat en werd lid van ‘La Philantrope’. Zijn maatschappelijke carrière verliep voorspoedig en in 1810 werd hij benoemd tot burgemeester van Middelburg. In 1815 werd hij lid van de Tweede Kamer, en van 1835 tot zijn dood was hij lid van de Eerste Kamer. Van 1804-1810 was hij grootmeester van de Orde van Vrijmetselaren, van 1804-1815 ook van de Orde van Vrijmetselaren onder het Hoofdkapittel der Hoge Graden in Nederland.
- Hendrik Merkus de Kock[7] (1779-1845) was een Nederlands luitenant-generaal, onder meer gouverneur-generaal van Nederlands-Indië, commandant van het Nederlands Indisch Leger, minister van Binnenlandse Zaken en minister van staat. Ingewijd in loge 'L'Astre de l'Oriënt' in Vlissingen was hij tijdens zijn uitzending naar Nederlands-Indie actief in de Vrijmetselarij. Bij zijn terugkeer naar Nederland in 1831 werd hij benoemd tot opperbevelhebber der troepen in Zeeland en werd lid van 'La Philantrope'. Hier werd hij al snel benoemd tot Voorzittend Meester en na zijn vertrek naar Den Haag in 1836 tot Meester van Eer. Van 1835 tot 1845 was hij grootmeester van de Orde van Vrijmetselaren onder het Hoofdkapittel der Hoge Graden in Nederland.
- Willem Lootens[8][9] (1736-1813) is een vermeldenswaardig lid van loge ‘La Compagnie Durable’ uit de Franse tijd. Deze bekendste telg uit een muzikale en artistieke familie was componist, beiaardier en organist en als zodanig betrokken bij de bouw van het orgel in de Oostkerk in Middelburg. Hij was van 1794-1798 Broeder van Talent (kapelmeester) van de loge.
- Andries Schraver[10][11] (1754-1826) was eveneens lid van 'La Compagnie Durable' in deze periode. Hij was geboren op Schouwen-Duiveland en werd in 1799 ingewijd in de loge. Als autodidact wist hij zich te ontwikkelen tot een gerespecteerd waterbouwkundige. Na een opdracht om afdammingen te ontwerpen voor het Sloe en de Oosterschelde werd hij 1811 in Parijs ontboden bij keizer Napoleon. In 1800 was hij een van de oprichters van loge 'De Ster in 't Oosten' in Zierikzee.
- Abraham van Linden van den Heuvell[12] (1756-1832) was afkomstig uit Vlaardingen en een overtuigd patriot. Als zodanig werd hij in 1788 door de schepenen van Vlaardingen voor eeuwig verbannen uit Holland. Tijdens de Franse tijd vervulde hij verschillende bestuurlijke functies: commissaris namens het Uitvoerend Bewind bij het departement van de Schelde en Maas (1799-1801) en daarna lid van het Vertegenwoordigend Lichaam en het Wetgevend Lichaam (1801-1805). Van 1798-1805 was hij lid van 'La Compagnie Durable', daarna van 'Les Vrais Bataves'. Van 1805 tot 1808 lid van het hoofdbestuur van de Orde van Vrijmetselaren.
- Alexander François Sifflé[13][14][15] (1801-1872) studeerde rechten in Leiden en volgde in 1828 zijn vader op als notaris in Middelburg. Hij was oprichter en hoofdredacteur van het oppositieblad 'De Zeeuwsche Courant' (1848), medewerker aan vele periodieken en schreef poëzie en essays, vooral voor vrijdenkersvereniging 'de Dageraad'. Hij wordt gezien als een van de herontdekkers van Spinoza in de 19e eeuw in Nederland en was Redenaar van 'La Compagnie Durable'.
- Dirk Dronkers[16][17] (1801-1881) was aannemer en kreeg in 1846 als eerste een concessie voor een spoorlijn van Vlissingen naar Maastricht met daarbij inbegrepen de afdamming van de zeearmen in het traject. Door vele tegenslagen kwam de spoorweg van Goes naar Vlissingen pas gereed in 1872, en werd deze uiteindelijk van staatswege gerealiseerd. Hoewel de feitelijke totstandkoming van de spoorweg dus buiten hem om is gegaan, wordt hij toch beschouwd als de initiatiefnemer en ook als zodanig geëerd. In zowel Goes als Vlissingen is een straat naar hem vernoemd. Hij werd ingewijd in loge 'L'Enfant de la Vertu' te Veere op 24 december 1830 en was van 1837 tot zijn overlijden lid van 'La Compagnie Durable'.
- Jan Morks[18] (1865-1926) ten slotte was een prominent lid van ‘La Compagnie Durable’ uit de 20e eeuw. Naast dirigent en componist was hij ook stadsbeiaardier en kapelmeester van het schutterijkorps (later Middelburgs muziekkorps). Een van zijn bekendste werken is het Zeeuws volkslied, maar daarnaast heeft hij ook muziek gecomponeerd voor de loge. Hij verwerkte daarbij maçonnieke symbolen in de stukken en gaf ze titels zoals “Ken uzelf” of “Wijsheid, Kracht, Schoonheid”. Op het Molenwater in Middelburg is een borstbeeld van hem te vinden.

## Voorzittend Meesters
De voorzittershamer van de loge heet in vrijmetselaarsjargon de Moker des Gezags. In onderstaande lijst een overzicht van de Voorzittend Meesters van loge 'La Compagnie Durable' gedurende de eerste twee eeuwen van haar bestaan.
| Van            | Tot            | Voorzittend Meester               |
| -------------- | -------------- | --------------------------------- |
| augustus 1770  | juni 1771      | M. Smijtegelt                     |
| juni 1771      | juni 1773      | P.H.N. Gerlach                    |
| juni 1773      | januari 1776   | A. Schouten                       |
| januari 1776   | december 1798  | S. Parker                         |
| januari 1799   | december 1802  | G.A. van Sprang                   |
| december 1802  | december 1804  | J.C. Clement                      |
| december 1804  | december 1806  | J.G. Lafont                       |
| december 1806  | januari 1813   | A.J. Sinclair                     |
| januari 1814   | december 1822  | A.L. Janse                        |
| december 1822  | mei 1835       | M. Volkrijk Liebert               |
| mei 1835       | september 1855 | J.F. Gastelaar                    |
| september 1855 | maart 1859     | J. Snijder                        |
| maart 1859     | februari 1873  | W.J. Muller                       |
| 1873           | 1878           | J.M. Boone                        |
| 1879           | 1880           | H. Joh. Smid                      |
| 1881           | 1882           | J.H. Fremery                      |
| 1883           | 1885           | J.M. Boone                        |
| 1886           | 1912           | J.L. van der Pauwert              |
| 1912           | 1916           | vacant, waarneming H. Snijders    |
| 1917           | 1927           | H. Snijders (*)                   |
| 1927           | 1930           | vacant, waarneming C. Boudewijnse |
| 1931           | 1933           | C. Boudewijnse                    |
| 1934           | 1940           | J. Dekker                         |
| 1940           | 1944           | verboden                          |
| 1945           | 1948           | W.J. Hoenkamp                     |
| 1949           | 1960           | H. Pieters                        |
| 1961           | 1965           | M.J. Louws                        |
| 1965           | 1974           | C.J. Stins                        |

(*) lid Hoofbestuur der Orde van Vrijmetselaren.
In het logegebouw bevindt zich een wandbord met een compleet overzicht van alle Voorzittend Meesters van 'La Compagnie Durable' tot op heden.

## Trivia
Enkele wetenswaardigheden:

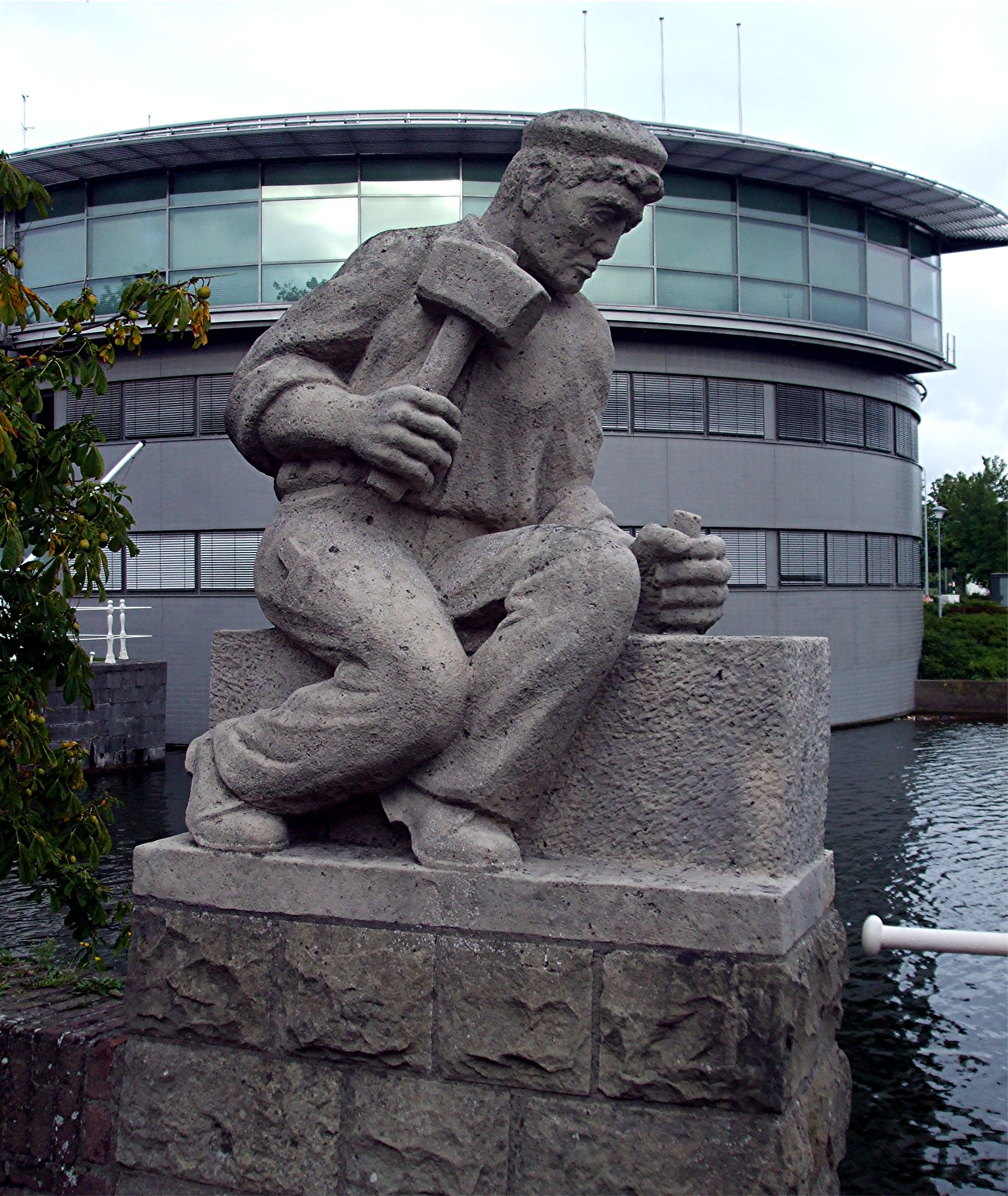
Beeld 'de Stadstimmerman', Vlissingse Binnenbrug, Middelburg

- De zetel van de Voorzittend Meester tijdens Open Loges heet in vrijmetselaarsjargon de troon. De eerste troon van 'La Compagnie Durable' was afkomstig van de loge 'L'Age d'Or' in Leiden. Halverwege de achttiende eeuw werden kinderen van vrijmetselaars uit Zeeland die gingen studeren in Leiden, met enige regelmaat lid van 'L'Age d'Or'. Toen deze loge in 1770 samenging met loge 'La Vertu' in Leiden, werd de troon van 'L'Age d'Or' geschonken aan de op dat moment net nieuw opgerichte loge 'La Compagnie Durable'. Als dank hiervoor werd een aantal kreeften uit de Oosterschelde naar Leiden gestuurd.
- Van 1772 tot 1775 was er een zogeheten Schotse loge genaamd 'Les Coeurs Choisis' actief op Walcheren. Deze was verbonden aan de Vlissingse loge 'de Zon' en werkte in de hogere graden volgens de Franse ritus. Leden van de beide Middelburgse loges waren hier lid van, maar ook vrijmetselaars uit de rest van Zeeland, Holland, Gent en zelfs Duinkerken. In 1777 werden soortgelijke loges - later ook wel kapittels genaamd - opgericht door de beide Middelburgse loges, in 1790 door de Veerse loge 'L'Enfant de la Vertu' en in 1800 door de Vlissingse loge 'L'Astre de l'Oriënt'. Toen op 15 oktober 1803 de Nederlandse kapittels zich verenigden in de - nog steeds bestaande - Orde van Vrijmetselaren onder het Hoofdkapittel der Hoge Graden, onderschreven de beide Middelburgse en het Vlissingse kapittel de oprichtingsakte, als 'kapittels fondateur'. In de eerste helft van de negentiende eeuw zijn alle Zeeuwse kapittels weer opgeheven.
- In 1820 werd door Prins Frederik een nieuwe obediëntie opgericht, de Afdeelingen van de Meestergraad, die vandaag de dag nog steeds bestaat. De doelstelling van deze obediëntie was initieel om de meestergraad verder te ontwikkelen en daarmee te fungeren als seculiere tegenhanger van de meer christelijk georiënteerde Orde van Vrijmetselaren onder het Hoofdkapittel der Hoge Graden. Hiertoe konden meester vrijmetselaars die lid werden van de nieuwe obediëntie binnen een bestaande loge een zogeheten 'Loge van Uitverkoren en Opper Uitverkoren Meesters' oprichten. Ook binnen 'La Compagnie Durable' werd een dergelijke loge opgericht in 1826, in 1858 doofde ze echter al weer de lichten.
- De eerste grootmeester van de Nederlandse vrijmetselarij, Johan Cornelis Radermacher (1700-1748), was afkomstig uit een regentenfamilie uit Middelburg. In 1732 werd hij aangesteld als thesaurier en rentmeester-generaal van de Nassause domeinraad door de Staten-Generaal. Hij werd op 4 maart 1735 ingewijd in loge L’Union in Den Haag en nog datzelfde jaar verkozen tot grootmeester. Dit bleef hij tot zijn overlijden in 1748. Zijn zoon Jacobus Radermacher werd later grootsecretaris van de Orde.
- In de Tweede Wereldoorlog zijn twee joodse leden van de loge omgekomen in vernietigingskampen[19][20]. De eerste was Izaak Abraham Frank, van beroep juwelier[21]. Hij werd op 24 maart 1942 samen met een groep andere Zeeuwse joden afgevoerd en overleed op 21 september 1942 in Auschwitz. De tweede was Louis Leijdesdorff, slager[22]. Hij werd samen met zijn echtgenote Rika Leijdesdorff-van Os in maart 1942 eerst naar Amsterdam gedeporteerd en eind juni 1943 naar kamp Westerbork getransporteerd. Op 2 juli 1943 werden beiden omgebracht in Sobibor. Ter herinnering aan Izaak Abraham Frank is een struikelsteen aangebracht voor het pand Lange Delft 21, waar zijn winkel gevestigd was. Voor het echtpaar Leijdesdorff is dit gedaan op Markt 9.
- In Middelburg bevindt zich bij de Vlissingse Binnenbrug het standbeeld ‘de Stadstimmerman’ (1955) van beeldhouwer Peter de Jong. Dit standbeeld vertoont sterke gelijkenis met een steenhouwer, een belangrijk symbool in de vrijmetselarij. Een gipsen voorstudie van het beeld belandde in een voortuin in Middelburg, waar het bij toeval herkend werd door een vrijmetselaar die in dezelfde straat woonde. Deze mocht in 2017 het zwaar verwaarloosde beeld hebben, liet het restaureren en gaf het vervolgens in permanente bruikleen aan 'La Compagnie Durable'. Het heeft een ereplaats in het logegebouw.

## Appendix
Vrijmetselarij · Beginselen · Geschiedenis · Symbolen · Vrijmetselaarsloge · Ordegrondwet · Obediëntie · Regulariteit en irregulariteit · Ritus · Graden · Grootmeester · Gemengde vrijmetselarij · Para-vrijmetselarij · Antivrijmetselarij · Vrijmetselarij in Nederland · Vrijmetselarij in België · Internationale vrijmetselarij
>>> Meer info op Portaal:Vrijmetselarij <<<